# Erich Schröger

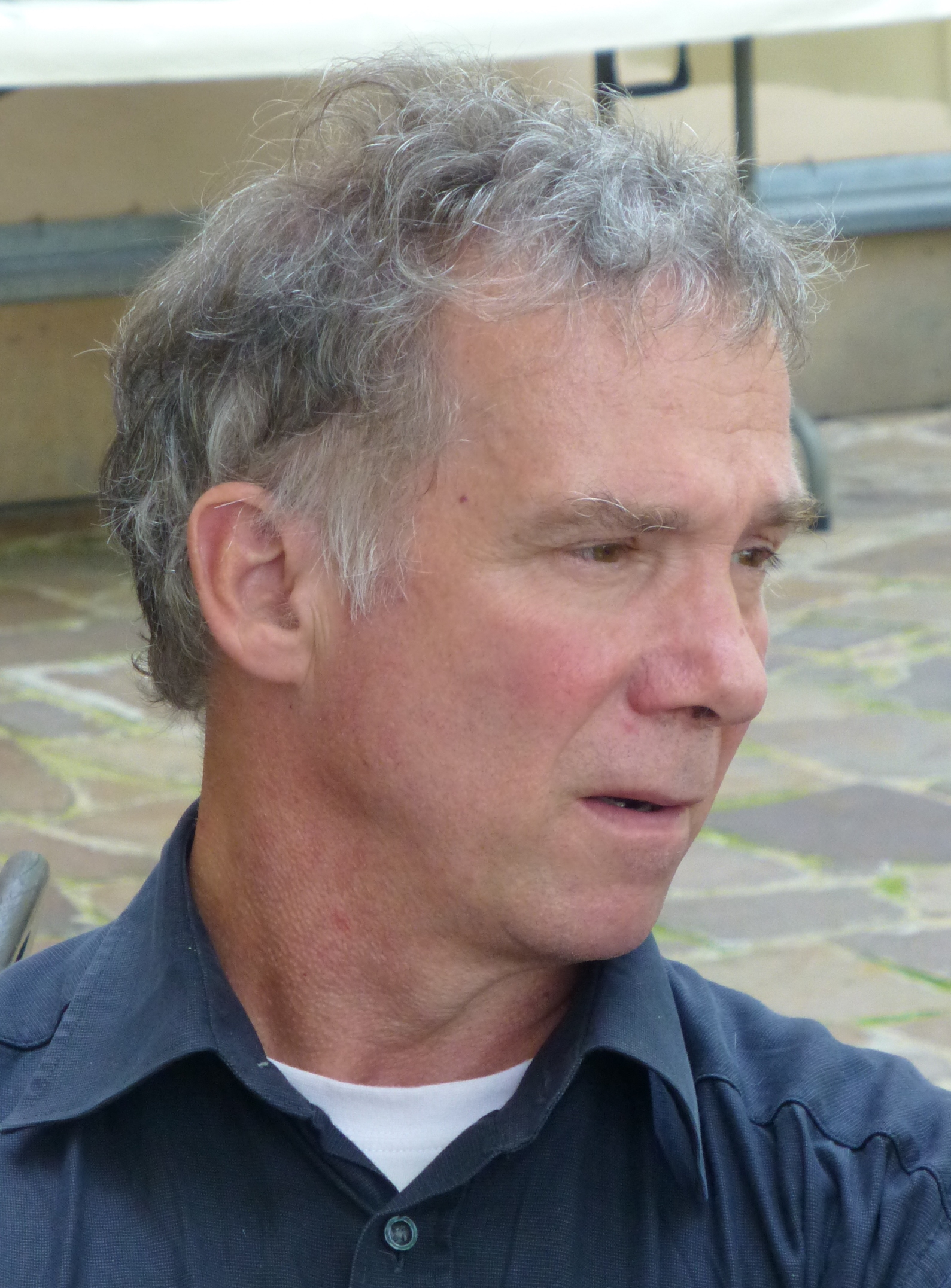
Erich Schröger (2014)

Erich Schröger (* 11. November 1958 in München) ist ein deutscher Psychologe und Neurowissenschaftler.

## Leben und Wirken
Erich Schröger studierte Philosophie und Psychologie an der Hochschule für Philosophie und an der Ludwig-Maximilians-Universität München (LMU). Er erwarb 1982 das Bakkalaureat in Philosophie und 1986 das Diplom in Psychologie. Mit seiner Arbeit Konstanz und Lautheit. Zur Wirkung von Entfernung und Einstellung auf die Lautstärkebeurteilung wurde er 1991 an der LMU zum Dr. phil. promoviert. Nach Forschungsaufenthalten an der Cognitive Brain Research Unit der Universität Helsinki (Finnland) und Lehrtätigkeit an der Katholischen Universität Eichstätt habilitierte sich Schröger 1996 an der LMU im Fach Psychologie.
1997 wurde Schröger als Professor für das Fachgebiet Biologische Psychologie an die Universität Leipzig berufen. Seit 2001 hat er dort die Professur für Kognitive einschließlich Biologische Psychologie inne und leitet die Arbeitsgruppe BioCog. 2014 bis 2016 war er Dekan der Fakultät für Biowissenschaften, Pharmazie und Psychologie an der Universität Leipzig. 2015 wurde er in die Academia Europaea gewählt. Seit April 2017 ist der Prorektor für Forschung und wissenschaftlichen Nachwuchs an der Universität Leipzig.
Von 2004 bis 2011 war Schröger Mitglied im Fachkollegium Psychologie der Deutschen Forschungsgemeinschaft. Von 2013 bis 2022 war er Mitglied des Auswahlausschusses zur Vergabe von Forschungspreisen der Alexander von Humboldt-Stiftung. Zudem ist er seit 2017 Mitglied der Wilhelm-Wundt-Gesellschaft.
Schröger publizierte mehr als 300 wissenschaftliche Arbeiten und war für über 100 wissenschaftliche Zeitschriften und Organisationen als ehrenamtlicher Gutachter tätig.

## Forschung
Schrögers Forschungsschwerpunkte liegen in den Bereichen Wahrnehmung, Aufmerksamkeit und Gedächtnis. Er arbeitet hauptsächlich in der auditiven Modalität untersucht aber auch visuelle und multimodale Mechanismen der menschlichen Informationsverarbeitung. Unter anderem hat er ein experimentelles Paradigma entwickelt, mit dem die Mechanismen unwillkürlicher Aufmerksamkeitsablenkung (Distraktion) durch Änderung irrelevanter Reizeigenschaften untersucht werden können. Der Schule des finnischen Psychologen Risto Näätänen folgend, hat Schröger zudem wichtige Prozesse beschrieben, die der Entdeckung von Veränderungen in regulären Reizfolgen zu Grunde liegen. So konnte er beispielsweise zeigen, dass bei der automatischen Entdeckung solcher Veränderungen sowohl sensorische Adaptationsprozesse als auch kognitive Gedächtnisvergleichsprozesse beteiligt sind. Schröger interessiert sich außerdem für die Geschichte und Methoden der Psychologie.
Von der  Deutsche Forschungsgemeinschaft (DFG) wurde Schröger 2008 ein Reinhart-Koselleck-Projekt bewilligt. Thema dieses Projektes sind die Mechanismen prädiktiver Modellierung beim Hören. Konkret untersucht Schröger, wie auf der Basis regelhafter Umweltreize automatische Vorhersagen über bevorstehende auditive Ereignisse generiert werden können. Dieser Mechanismus ermöglicht beispielsweise die enorme Geschwindigkeit, mit der eintreffende akustische Reize, etwa beim Verstehen gesprochener Sprache oder der Ortung bewegter Geräusche, verarbeitet werden. Ebenso kann die besondere Verarbeitung von selbstinduzierten auditorischen Reizsignalen, also Reizen, die ein Individuum durch eigene Handlungen erzeugt, auf Prinzipien der prädiktiven Modellierung zurückgeführt werden. Zur Optimierung eines prädiktiven Modells berechnet das Informationsverarbeitungssystem Vorhersagefehler als Differenz zwischen der Vorhersage und dem tatsächlichen Reizsignal.

## Auszeichnungen
- 1996: Distinguished Scientific Award for An Early Career – Contribution to Psychophysiology, Forschungspreis der Society for Psychophysiological Research (SPR)[14]
- 2022: Werner Heisenberg-Medaille der Alexander von Humboldt-Stiftung[2]